# Amasse
Pour les articles homonymes, voir Amasse (homonymie).

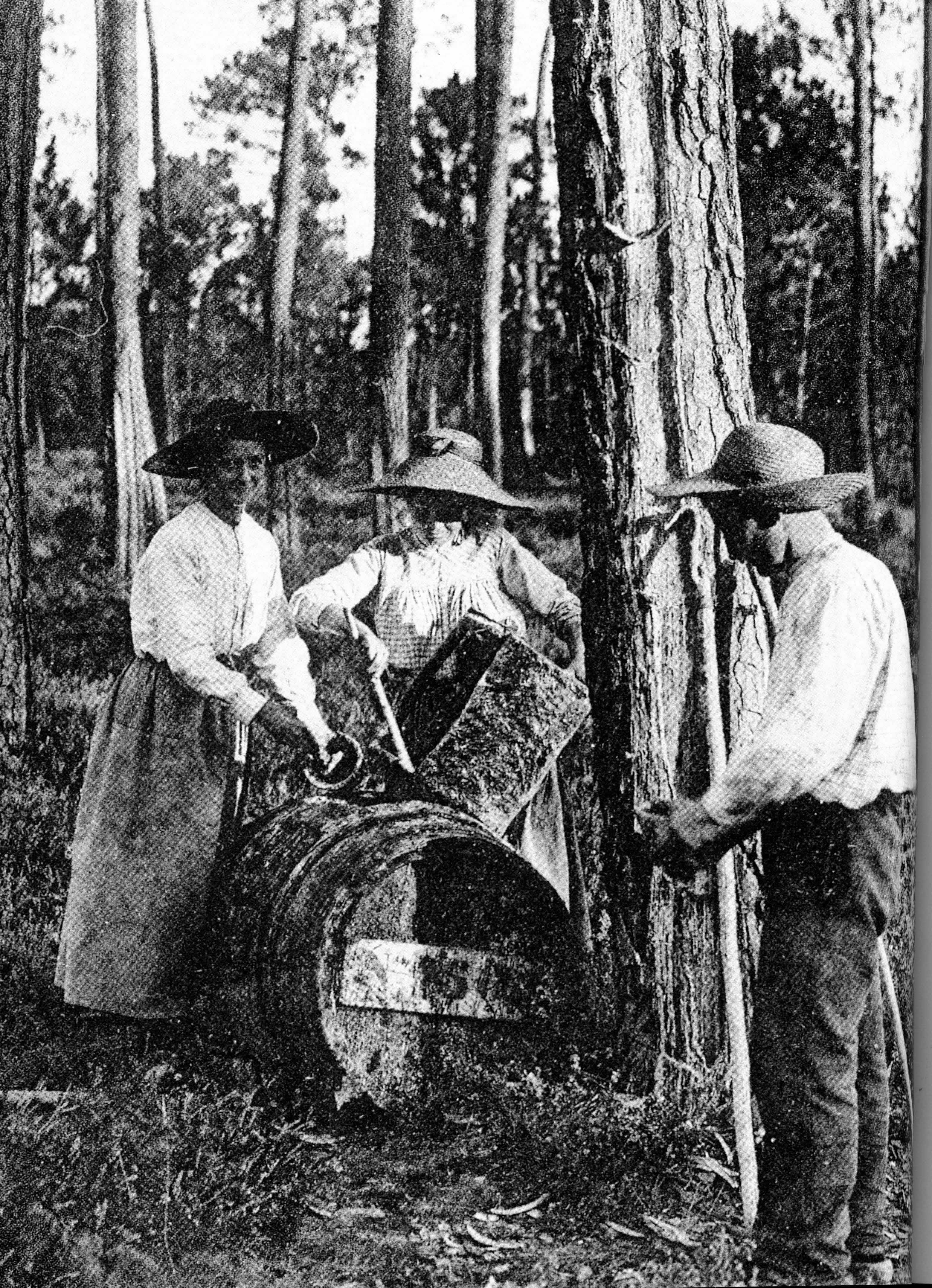
L'amasse (récolte de la résine)

L’amasse (du gascon amassa) est le nom donné dans les Landes de Gascogne à la récolte de la résine de pin.

## Présentation
L’amasse est au pinhadar (forêt des Landes) ce que la vendange est au vignoble. L'opération est parfois réalisée en famille, où femme et enfants viennent aider le gemmeur. L'amasse consiste à vider le contenu des pots de résine grâce à une palinette, permettant de curer les pots, dans des récipients en bois ou en zinc: les escouartes. Ces dernières seront à leur tour vidées dans les barriques de résine. La production d’une barrique de 340 litres de résine demandait dix jours de travail, à raison de quatre litres de gemme par heure de travail. Chaque saison comptait de quatre à six amasses, en fonction de l’âge du pin et de la qualité de la pique (entretien de la care).